# Архијерејско намесништво јабланичко
Архијерејско намесништво јабланичко сачињава одређени број црквених општина и парохија Српске православане цркве у Епархији нишкој, под надзором архијерејског намесника са седиштем у Цркви преподобномученице Параскеве у насељу Бошњаце, у општини Лебане у Јабланичком округу.
Намесништво опслужује вернике из Бошњаца, Лебана, Бојника, Сијарињске Бање, Медвеђе и околних села.
У саставу Јабланичког намесништва је седам парохија са 39 цркава и 2 црквишта.

## Парохије и попис храмова
| Парохија         | Седиште парохије | Храмови |
| ---------------- | ---------------- | --- |
| Прва бошњачка    | Бошњаце          | Храм Свете преподобномученице Параскеве |
| Друга бошњачка   | Тогочевце        | Храм Светог Николаја Мириликијског у Тогочевцу |
| Прва лебанска    | Лебане           | Храм Усековања главе Светог Јована Крститеља у Лебану • Храм Успења Пресвете Богородице у Гргуровцу |
| Друга лебанска   | Лебане           | Храм Прображења Господњег у Клајићу • Храм Светог Николаја у Липовици • Храм Светог великомученика Прокопија у Радевцу • Храм Успења Пресвете Богородице у Оргулици |
| Трећа лебанска   | Лебане           | Храм Светог великомученика Пантелејмона у Рафуни • Храм Свете Параскеве у Поповцу |
| Бојничка         | Бојник           | Црква Светог Николе у Бојнику • Црква на локалитету манастириште код села Ивање • Црква Св. Архангела Гаврила у Придворици • Црква Светих Апостола Петра и Павла у Доњем Коњувцу • Црква Светог великомученика Георгија у Горњем Брестовцу • Црква Светог Симеона Столпника у Плавцу • Црква Светог Спиридона у Граници • Црква Светог Пантелејмона у Ћуковцу • Црква Свете Петке у Ђинђуши • Храм Воздвижења Часног крста у Великој Црквици |
| Горњебријањска   | Горње Бријање    | Црква Светог Саве у Горњем Бријању |
| Медвеђанска      | Медвеђа          | Храм Вазнесења Господњег у Медвеђи • Храм Светог Архангела Гаврила у Црном Врху • Храм Светог Илије у Гајтану • Храм Светог великомученика Пантелејмона у Газдарама • Црквиште у Рујковцу |
| Прекопчеличка    | Прекопчелица     | Храм Преноса моштију Светог Николаја Мирликијског у Прекопчелици • Храм Свете Тројице у Ображдама • Храм Свете Петке у Петровцу • Храм Светог кнеза Лазара у Лозанама • Храм Светих апостола Петра и Павла у Петровој Гори |
| Сијаринскобањска | Сијаринска Бања  | Црква Светог Пророка Илије у Сијарињској Бањи • Храм Свете Тројице у Туларама • Храм Светог архангела Гаврила у Маћедонцу • Храм Свете Тројице у Маровцу • Храм Свете великомученице Марине у Чокотину • Храм Светог Николе у Равној Бањи • Храм Свете Петке у Станушићима • Храм Свете Петке у Гвоздићу • Храм Преображења Господњег у Сијарини                                                                                             |

## Галерија
- Храм Светог пророка Илије у Сијaринској бањи
- Храм Усековања главе Светог Јована Крститеља у Лебану
- Храм Свете преподобномученице Параскеве
- Храм Преноса моштију Светог Николаја Мирликијског у Прекопчелици
- Црква у Бојнику